# ماد سان
درک رایان اسمیت (انگلیسی: Derek Ryan Smith؛ زادهٔ ۱۰ مارس ۱۹۸۷) که به‌صورت حرفه‌ای با نام ماد سان (انگلیسی: Mod Sun) شناخته می‌شود، رپر، خواننده و ترانه‌نویس آمریکایی از بلومینگتن، مینه‌سوتا است. وی از سال ۲۰۰۴ میلادی تاکنون مشغول فعالیت بوده‌است.